# Wilhelm Kümpel (Organist)
Wilhelm Kümpel (* 13. Juli 1920 in Simmershausen; † 1. Februar 2000 in Erfurt) war ein deutscher Kirchenmusiker und langjähriger Organist und Chorleiter am katholischen Mariendom in Erfurt.

## Leben und Wirken
Wilhelm Kümpel wurde in der hessischen Rhön als Sohn eines nebenberuflichen Organisten geboren und erlernte das Klavierspiel bei seinem Vater. Orgelunterricht erhielt er später beim Fuldaer Domorganisten Fritz Krieger (1902–1963) und wegen des Umzugs der Eltern nach Potsdam (1934) beim Domorganisten der St. Hedwigs-Kathedrale von Berlin Joseph Ahrens (1904–1997). Kümpel legte 1939 das Abitur ab und wurde danach zum Arbeitsdienst und später zum Überfall auf Polen einberufen. Nach einjähriger Freistellung zum Musikstudium in Berlin folgte ab 1941 der Einsatz als Dolmetscher in Paris, der ihm den Fronteinsatz ersparte und dafür ein Studium beim Organisten Marcel Dupré (1886–1971) ermöglichte.
Nach der Rückkehr aus der Kriegsgefangenschaft nahm Kümpel ab 1946 sein
Studium der Kirchen- und Schulmusik an der Hochschule für Musik in Berlin-Charlottenburg wieder auf, legte 1949 die Staatliche Prüfung für Organisten und Chorleiter (A-Prüfung) ab und erwarb das Diplom als Schulmusiklehrer an Höheren Lehranstalten. 1947 bis 1950 war er Organist und Chorleiter an der Katholischen Pfarrkirche St. Peter und Paul in Potsdam, im letzten Jahr dabei noch Musiklehrer an einer Potsdamer Oberschule.
1950 wechselte Kümpel nach Erfurt, wurde Domorganist und Leiter des Domchores St. Marien. Von 1950 bis 1961 und in den 1980er Jahren war er zugleich Lehrbeauftragter für katholische Orgelstudenten an der Hochschule für Musik „Franz Liszt“ in Weimar. 1985 gab er die Leitung des Erfurter Domchores aus Altersgründen ab, blieb aber bis 1994 – also 44 Jahre – Domorganist.
Seine Grabstätte befindet sich auf dem Hauptfriedhof Erfurt.

## Würdigung
Wilhelm Kümpel war ein ausgezeichneter Organist, ab 1953 an einer Bischofskirche. Seine eindrucksvollen Improvisationen zeigten den Einfluss der beiden Lehrer Joseph Ahrens und Marcel Dupré. Er schuf in der vorkonziliären Zeit als auch nach der Liturgiereform zahlreiche Vertonungen, die kontrapunktisch versiert, aber stets auf die kirchenmusikalische Praxis ausgerichtet waren. Ab 1972 fanden jährlich die Dom-Musik-Wochen statt.
Nach der Gründung des Priesterseminars in Erfurt nahm Kümpel ab 1952 Einfluss auf die musikalische Entwicklung der künftigen katholischen Geistlichen in der DDR. Besonders hervorzuheben ist aber die gleichzeitig eingerichtete und von ihm geleitete diözesane C- und B-Ausbildung für Organisten und Chorleiter, die in vierzig Jahren viele Kirchenmusiker der Region Erfurt / Eichsfeld nutzten. Dazu kam die Mitgestaltung der Werkwochen, die bis 1990 überwiegend im Thomas-Morus-Haus, der katholischen Bildungsstätte auf dem Klosterberg von Heilbad Heiligenstadt stattfanden. Die über zehn Jahre als Hochschullehrer in Weimar wurden schon angeführt.
1992 erlebte Wilhelm Kümpel noch die Einweihung der neuen großen Domorgel von Alexander Schuke Potsdam Orgelbau, deren Disposition er zusammen mit Rudolf Heinemann (Berlin) entworfen hatte.
Eine Auswahl der von Wilhelm Kümpel komponierten Werke lagert im Bistumsarchiv des Bistums Erfurt und kann dort eingesehen werden.

## Ehrenamt
Seit 1953 war Kümpel Orgel- und Glockensachverständiger für den Jurisdiktionsbereich Erfurt (Ostteile der Bistümer Fulda und Würzburg, ab 1973 Bischöfliches Amt Erfurt-Meiningen). Dazu beriet er Kirchgemeinden bei Um- oder Neubauten von Orgeln bezüglich Disposition und Kostenvoranschlägen, prüfte nach Durchführung der Arbeiten die Leistungen der Orgelbauer und spielte auch oft die Instrumente in den Weihegottesdiensten. Darüber hinaus wirkte er in der Vorbereitungskommission für den Liedteil des ersten gemeinsamen deutschsprachigen Gebet- und Gesangbuchs „Gotteslob“ (herausgegeben 1975) mit.

## Ehrungen
- 1958 Ernennung zum Kirchenmusikdirektor

## Werke (Auswahl)
- Mehrstimmige Psalmen für Messe und Andacht. Leipzig 1962,
- Chöre zur Johannes-Passion, Chorpartitur. Leipzig 1964.
- Antiphonar zum Cantate Domino. Chorpartitur. Leipzig 1965, in verschiedenen Ausgaben; Neudruck 1967.
- Deutsches Proprium zum Pfingstsonntag, für 3 gemischte Stimmen. Leipzig 1967.
- Mehrstimmige Psalmen. Leipzig 1972.
- Die Glocken des Domberges zu Erfurt. Magdeburg 1989
- Die Orgeln und Glocken des Erfurter Domes. Düsseldorf 1996